# Associazione Calcio Legnano 1966-1967
Questa pagina raccoglie le informazioni riguardanti l'Associazione Calcio Legnano nelle competizioni ufficiali della stagione 1966-1967.

## Stagione

Paolo Pulici (qui al Torino) giocò nel Legnano, dopo avervi passato le giovanili, nella stagione 1966-1967

Ancora una volta la campagna acquisti è incentrata sugli attaccanti, dato lo scarso rendimento di questo reparto nella stagione precedente. Arrivano al Legnano gli attaccanti Mario Tomy e Angelo Cappellazzo, che si aggiungono ai centrocampisti Giuseppe Marchioro e Franco Tacelli. Lasciano i Lilla il difensore Abramo Rossetti, i centrocampisti Luigi Farina, Domenico Parola e Pietro Peiti e gli attaccanti Giuseppe Pirola e Gianni Marchiol. Tra i primavera debutta Paolo Pulici, che in seguito diverrà uno dei più forti attaccanti italiani di sempre.
Nella stagione 1966-67 il Legnano disputa il girone A della Serie C, piazzandosi al 7º posto con 34 punti, staccato dalla coppia che vince il campionato con 50 punti, Monza e Como, saliranno in Serie B i brianzoli che vincono (1-0) lo spareggio promozione. I Lilla pagano soprattutto il rendimento in trasferta, che è deludente. Con 19 reti Giovanni Brenna è il miglior realizzatore stagionale legnanese.

## Divise
| Casa |

## Organigramma societario
Area direttiva
- Presidente: Augusto Terreni

Area tecnica
- Allenatore: Luciano Lupi

## Rosa
| N. |                   | Ruolo | Calciatore               |
| -- | ----------------- | ----- | ------------------------ |
|    | Italia (bandiera) | D     | Giancarlo Amadeo         |
|    | Italia (bandiera) | D     | Luciano Bosco            |
|    | Italia (bandiera) | A     | Giovanni Brenna          |
|    | Italia (bandiera) | A     | Angelo Cappellazzo       |
|    | Italia (bandiera) | P     | Pier Giorgio Castellazzi |
|    | Italia (bandiera) | D     | Adelmo Ferrari           |
|    | Italia (bandiera) | C     | Natale Lamera            |
|    | Italia (bandiera) | C     | Francesco Malvestiti     |
|    | Italia (bandiera) | C     | Giuseppe Marchioro       |
|    | Italia (bandiera) | C     | Norberto Mascheroni      |

| N. |                   | Ruolo | Calciatore        |
| -- | ----------------- | ----- | ----------------- |
|    | Italia (bandiera) | D     | Roberto Melgrati  |
|    | Italia (bandiera) | P     | Egidio Meraviglia |
|    | Italia (bandiera) | A     | Paolo Pulici      |
|    | Italia (bandiera) | P     | Claudio Rossini   |
|    | Italia (bandiera) | C     | Franco Tacelli    |
|    | Italia (bandiera) | D     | Riccardo Talarini |
|    | Italia (bandiera) | A     | Mario Tomy        |
|    | Italia (bandiera) | C     | Marcello Turri    |
|    | Italia (bandiera) | D     | Andrea Valdinoci  |
|    | Italia (bandiera) | A     | Giuseppe Votta    |

## Risultati

### Serie C (girone A)

#### Girone d'andata
| Chiavari 25 settembre 1966 1ª giornata | Entella            | 0 – 0 | Legnano | Stadio Comunale\| Arbitro: \| Sgherri (Grosseto) \| |
| Arbitro:                               | Sgherri (Grosseto) |       |         |                                                     |

| Arbitro: | Canova (Milano) |

|            |           |            |
| Brenna 48’ | Marcatori | 34’ Onesti |

| Arbitro: | Rostagno (Torino) |

|                      |           |  |
| Ballarini 65’ (rig.) | Marcatori |  |

| Arbitro: | Boscolo (Venezia) |

|                          |           |                    |
| Tomy 34’ Cappellazzo 72’ | Marcatori | 79’ (rig.) Sartore |

| Arbitro: | Fuschi (Pescara) |

|                                   |           |                |
| Galeone 38’ (rig.) Sgrazzutti 88’ | Marcatori | 16’ Mario Tomy |

| Arbitro: | Ferrari (Rovereto) |

|                                               |           |  |
| Tomy 37’, 89’ (rig.) Marchioro 59’ Brenna 74’ | Marcatori |  |

| Arbitro: | Levrero (Genova) |

|                |           |                      |
| Galtarossa 62’ | Marcatori | 16’ (rig.) Marchioro |

| Arbitro: | Gialluisi (Barletta) |

|                                    |           |  |
| Mascheroni 46’ Ferraris 54’ (aut.) | Marcatori |  |

| Arbitro: | Cantelli (Firenze) |

|                                        |           |            |
| Taccetti 25’ Rizzi 40’ Perego 43’, 72’ | Marcatori | 77’ Brenna |

| Arbitro: | Bosso (Asti) |

|                      |           |  |
| De Vettor 89’ (aut.) | Marcatori |  |

| Arbitro: | Beccaria (Lecco) |

|                        |           |               |
| Maggioni 53’ Canzi 62’ | Marcatori | 27’ Marchioro |

| Arbitro: | Moretto (San Donà di Piave) |

|                |           |  |
| Mascheroni 16’ | Marcatori |  |

| Arbitro: | D'Amico (Loreto) |

|                                                            |           |              |
| Mascheroni 10’ Tomy 16’, 20’ Marchioro 43’ Brenna 74’, 79’ | Marcatori | 89’ Beorchia |

| Arbitro: | Lo Giudice (Torino) |

|                                     |           |          |
| Dotelli 9’, 53’ Talarini 33’ (aut.) | Marcatori | 40’ Tomy |

| Legnano 8 gennaio 1967 15ª giornata | Legnano         | 0 – 0 | Mestrina | Stadio Comunale\| Arbitro: \| Ghetti (Modena) \| |
| Arbitro:                            | Ghetti (Modena) |       |          |                                                  |

| Arbitro: | Pignatti (Lucca) |

|                        |           |                               |
| Cugnolio 80’ Garri 84’ | Marcatori | 13’, 77’ Tomy 18’, 81’ Brenna |

| Arbitro: | Sammicheli (Firenze) |

|                |           |             |
| Mascheroni 13’ | Marcatori | 75’ De Iuri |

#### Girone di ritorno
| Arbitro: | Marchetti (Vicenza) |

|                                      |           |  |
| Tacelli 53’ Brenna 81’, 83’ Tomy 85’ | Marcatori |  |

| Arbitro: | Dal Prato (Verona) |

|                                                  |           |                   |
| Onesti 31’, 33’ Bonacina 59’ Gira 84’ Ronchi 86’ | Marcatori | 75’ (aut.) Vaglia |

| Arbitro: | Fioretti (Roma) |

|           |           |                 |
| Brenna 4’ | Marcatori | 35’, 40’ Mognon |

| Arbitro: | Branzoni (Pavia) |

|                                |           |          |
| Ceccotti 8’ Sartore 12’ (rig.) | Marcatori | 46’ Tomy |

| Arbitro: | D'Amico (Loreto) |

|                           |           |                             |
| Cappellazzo 77’ Votta 90’ | Marcatori | 75’ De Cecco 89’ Mantellato |

| Arbitro: | Calì (Roma) |

|  |           |         |
|  | Marcatori | 6’ Tomy |

| Arbitro: | Pfiffner (Torino) |

|                               |           |             |
| Brenna 37’, 76’, 80’ Tomy 57’ | Marcatori | 69’ Busatta |

| Arbitro: | Moretto (San Donà di Piave) |

|                       |           |  |
| Romanzini 7’ Gini 69’ | Marcatori |  |

| Arbitro: | Trinchieri (Reggio Emilia) |

|                     |           |  |
| Brenna 62’ Tomy 79’ | Marcatori |  |

| Arbitro: | Cappellutti (Bari) |

|             |           |                      |
| Bertoni 29’ | Marcatori | 80’ (rig.) Marchioro |

| Arbitro: | Bianchi (Firenze) |

|  |           |          |
|  | Marcatori | 80’ Sala |

| Arbitro: | Pontini (Ferrara) |

|                                                         |           |           |
| Marcioni 29’ Dolgan 55’ Palvarini 59’ Crespi 66’ (rig.) | Marcatori | 3’ Brenna |

| Arbitro: | Magnani (Firenze) |

|              |           |  |
| Beorchia 62’ | Marcatori |  |

| Arbitro: | Chiapponi (Livorno) |

|             |           |                                   |
| Tacelli 19’ | Marcatori | 12’ Montanari 65’ Dadda 89’ Brasi |

| Mestre 14 maggio 1967 32ª giornata | Mestrina        | 0 – 0 | Legnano | Stadio Francesco Baracca\| Arbitro: \| Trilli (Matera) \| |
| Arbitro:                           | Trilli (Matera) |       |         |                                                           |

| Arbitro: | Lupi (Genova) |

|                                 |           |  |
| Brenna 64’, 89’ Cappellazzo 70’ | Marcatori |  |

| Arbitro: | Accomazzo (Vercelli) |

|            |           |                                    |
| Mreule 69’ | Marcatori | 48’ Tacelli 50’ (rig.), 74’ Brenna |

## Statistiche

### Statistiche di squadra
| Competizione | Punti | Totale | Totale | Totale | Totale | Totale | Totale | DR |
| Competizione | Punti | G      | V      | N      | P      | Gf     | Gs     | DR |
| ------------ | ----- | ------ | ------ | ------ | ------ | ------ | ------ | -- |
| Serie C      | 34    | 34     | 13     | 8      | 13     | 52     | 44     | +8 |

### Statistiche dei giocatori
| Giocatore      | Serie C  | Serie C |
| Giocatore      | Presenze | Reti    |
| -------------- | -------- | ------- |
| G. Amadeo      | 18       | 0       |
| L. Bosco       | 11       | 0       |
| G. Brenna      | 32       | 19      |
| A. Cappellazzo | 29       | 3       |
| P. Castellazzi | 28       | 0       |
| A. Ferrari     | 21       | 0       |
| S. Lamera      | 30       | 0       |
| F. Malvestiti  | 7        | 0       |
| G. Marchioro   | 31       | 5       |
| N. Mascheroni  | 24       | 4       |
| R. Melgrati    | 14       | 0       |
| E. Meraviglia  | 4        | 0       |
| R. Pulici      | 1        | 0       |
| C. Rossini     | 2        | 0       |
| F. Tacelli     | 32       | 3       |
| R. Talarini    | 34       | 0       |
| M. Tomy        | 31       | 14      |
| M. Turri       | 4        | 0       |
| A. Valdinoci   | 15       | 0       |
| G. Votta       | 3        | 1       |